# خوان كارلوس أوسوريو
 خوان كارلوس أوسوريو  (بالإسبانية: Juan Carlos Osorio)(من مواليد 6 أغسطس 1961) هو لاعب ومدرب كرة قدم كولومبي سابق ومدير سابق الزمالك المصري.
بدأ أوسوريو مسيرته مع ديبورتيفو بيريرا في عام 1982، واستمر في اللعب للنادي البرازيلي نادي إنترناسيونال في عام 1984 قبل أن يعود إلى وطنه كولومبيا بعد عام، في نهاية المطاف تقاعد في عام 1987 في عمر 26 بسبب الإصابة. شغل أوسوريو العديد من وظائف التدريب المساعد قبل بدء مسيرته الإدارية في عام 2006 مع نادي ميلوناريوس، حيث انتقل إلى الخارج في العام التالي لإدارة الفرق الأمريكية شيكاغو فاير ونيويورك ريد بولز، ويقود إلى أول مؤتمر له في عام 2008.في عام 2010 قادهم إلى لقب الدوري، وكذلك إدارة أتلتيكو ناسيونال في عام 2012 والفوز ببطولات عديدة. في أكتوبر 2015، تم تعيينه كمدير جديد للمنتخب الوطني المكسيكي.

## روابط خارجية
- خوان كارلوس أوسوريو على موقع قاعدة بيانات كرة القدم.إي يو (الإنجليزية)
- خوان كارلوس أوسوريو على موقع ناشيونال فوتبول تيمز (الإنجليزية)
- خوان كارلوس أوسوريو على موقع Soccerway.com (الإنجليزية)